# Koen Hehenkamp
Koenraad Thamas Maria (Koen) Hehenkamp (Amersfoort, 10 december 1936) is een voormalig Nederlands burgemeester en sportbestuurder. Hij was lid van de KVP en later het CDA.
Hehenkamp is afgestudeerd in de rechten en werd in maart 1964 chef van het kabinet van de burgemeester van Kerkrade. In januari 1967 werd hij op 30-jarige leeftijd burgemeester van Herten. Hij was daarmee toen de jongste burgemeester van Nederland. In 1974 werd Hehenkamp de burgemeester van Borne en vanaf 1987 was hij burgemeester van Uden wat hij tot 1999 zou blijven.
Naast zijn werk als burgemeester was Hehenkamp voorzitter van de Koninklijke Nederlandse Lawn Tennis Bond (KNLTB).